# دی‌متیل‌کرباموئیل کلرید
دی‌متیل‌کرباموئیل کلرید (DMCC) واکنشگری برای انتقال یک گروه دی‌متیل کارباموئیل به گروه‌های هیدروکسیل الکلی یا فنولی است که دی‌متیل‌کاربامات‌ها را تشکیل می‌دهند. این مواد معمولاً دارای فعالیت‌های دارویی یا آفت‌کش هستند. به دلیل سمیت بالا و خواص سرطان‌زایی که در آزمایش‌های حیوانی و احتمالاً در انسان نیز نشان داده شده‌است، دی‌متیل‌کرباموئیل کلرید را فقط می‌توان با رعایت احتیاط‌های ایمنی دقیق استفاده کرد.